# Yacimiento de El Corral de Calvo
El yacimiento arqueológico de El Corral de Calvo es un yacimiento altomedieval en Luesia (Aragón, España). 
El yacimiento, que incluye una iglesia, necrópolis y restos de edificaciones, se ha interpretado como uno de los núcleos monásticos creados en la zona durante el siglo X y posteriormente abandonado a medida que se concentraron dichos núcleos a partir del siglo XII y se produjo un cambio de ocupación del territorio en la zona.
La identificación del monasterio es fuente de debate académico. Mientras que algunos autores como Auría Labayen han defendido la identificación del yacimiento con el monasterio de San Esteban de Oraste, otros como Ubieto Arteta han favorecido el vecino yacimiento de las Peñas de Santo Domingo como ubicación de San Esteban, algo que las últimas excavaciones arqueológicas han tendido a confirmar. En esa situación, El Corral de Calvo quedaría sin correlación con las fuentes escritas, si bien probablemente compartiera una evolución similar a San Esteban.
En la actualidad es un Bien de Interés Cultural (BIC) con código RI-55-0000895.

## Descripción
El yacimiento incluye los restos de una iglesia de estilo mozárabe. La ubicación en un alto defendible sugiere que podría haber tenido igualmente un valor militar. El yacimiento parece así estar en relación con otros asentamientos y castillos similares en altos de la sierras vecinas. Algunos autores comparan el complejo con una villa de tradición hispano-visigoda o un monasteriolo, tipos de comunidades de difícil distinción en cuanto a los restos materiales.
En cualquier caso el complejo parece haber sido un núcleo de población de estilo arquitectónico prerrománico. Además del estilo arquitectónico, se han realizado dataciones del yacimiento mediante carbono-14 que lo ubican en la primera mitad del siglo XI. Los restos cerámicos son coherentes con la tradición local de otros yacimientos cercanos como el de las Peñas de Santo Domingo.
Junto a la iglesia se ha excavado una necrópolis, con restos de adultos de ambos sexos y niño. Se han encontrado estelas y un ajuar funerario de un peregrino. Este último confirma la participación del asentamiento en las rutas del Camino de Santiago francés y es significativo por ser uno de los hallazgos más antiguos de veneras asociadas al peregrinaje.
Junto al núcleo principal hay evidencias de cultivo en terrazas, mostrando una explotación agrícola organizada y aparentemente en dependencia de la iglesia.

## Historia

### Contexto histórico
Sancho III el Mayor había iniciado a finales del siglo X una política de fundación de núcleos monásticos en el reino de Pamplona y el condado de Aragón para consolidar la población de las zonas de montaña y las fronteras de su reino con los musulmanes. Algunos autores ven en esta política influencias de las políticas carolingias en la Marca Hispánica o evoluciones de tipologías visigodas previas en el área.
En ese marco, constan menciones documentales a un monasterio de San Esteban de Oraste durante los reinados del hijo de Sancho III, Ramiro I de Aragón y de su nieto Sancho Ramírez. La ubicación del monasterio es descrita con ambigüedad en las fuentes, siendo sin embargo clara su pertenencia a la sierra de Santo Domingo, donde se encuentra el yacimiento. La descripción que Labaña hace de San Esteban da una serie de intervisibilidades con varios puntos que descartarían la ubicación del yacimiento en el Corral de Calvo, que podría ser alguno de los núcleos dispersos del entorno del monasterio u otra iglesia diferente.
Durante los reinados de Sancho Ramírez, Pedro I y Alfonso I las pequeñas fundaciones monásticas del siglo precedente fueron poco a poco incorporadas en unos pocos monasterios de mayor importancia, como fue el caso del monasterio de San Juan de la Peña en la zona. Así, en 1116 San Esteban de Oraste ya aparece como priorato de San Juan de la Peña, que igualmente era dueño de múltiples otras propiedades en la zona y un importante patrocinador del Camino de Santiago.
Ubieto Arteta propuso que la repoblación de Luesia por parte de Alfonso I el Batallador en 1125, que incluye concesiones al monasterio de Oraste, indica un cambio en la ordenación del territorio. Tras las amplias conquistas a los musulmanes en sus campañas de 1118-1124, el área había dejado de ser una zona de frontera y se trasladó el foco habitacional a zonas de mayor valor agrícola en el llano, perdiendo importancia las áreas de montaña de interés defensivo. Pese a ello constan menciones documentales al monasterio de Oraste hasta finales del siglo siglo XII.
Independientemente de la identificación o no del monasteriolo de El Corral de Calvo con Oraste, se ha propuesto que Luesia podría haber sido un foco de atracción para la preexistente comunidad de El Corral de Calvo. Así, algunos autores ven en el primer arte luesiano vínculos con tradiciones religiosas que trazan al yacimiento.

### Excavación arqueológica
El yacimiento fue excavado arqueológicamente de 1983 a 1987 por Juan Ángel Paz Peralta, José Ignacio Lorenzo Lizalde y Fernando Galtier en paralelo a obras de consolidación de los restos de la iglesia.
En 2008 fue declarado bien de interés cultural.

## Galería de imágenes

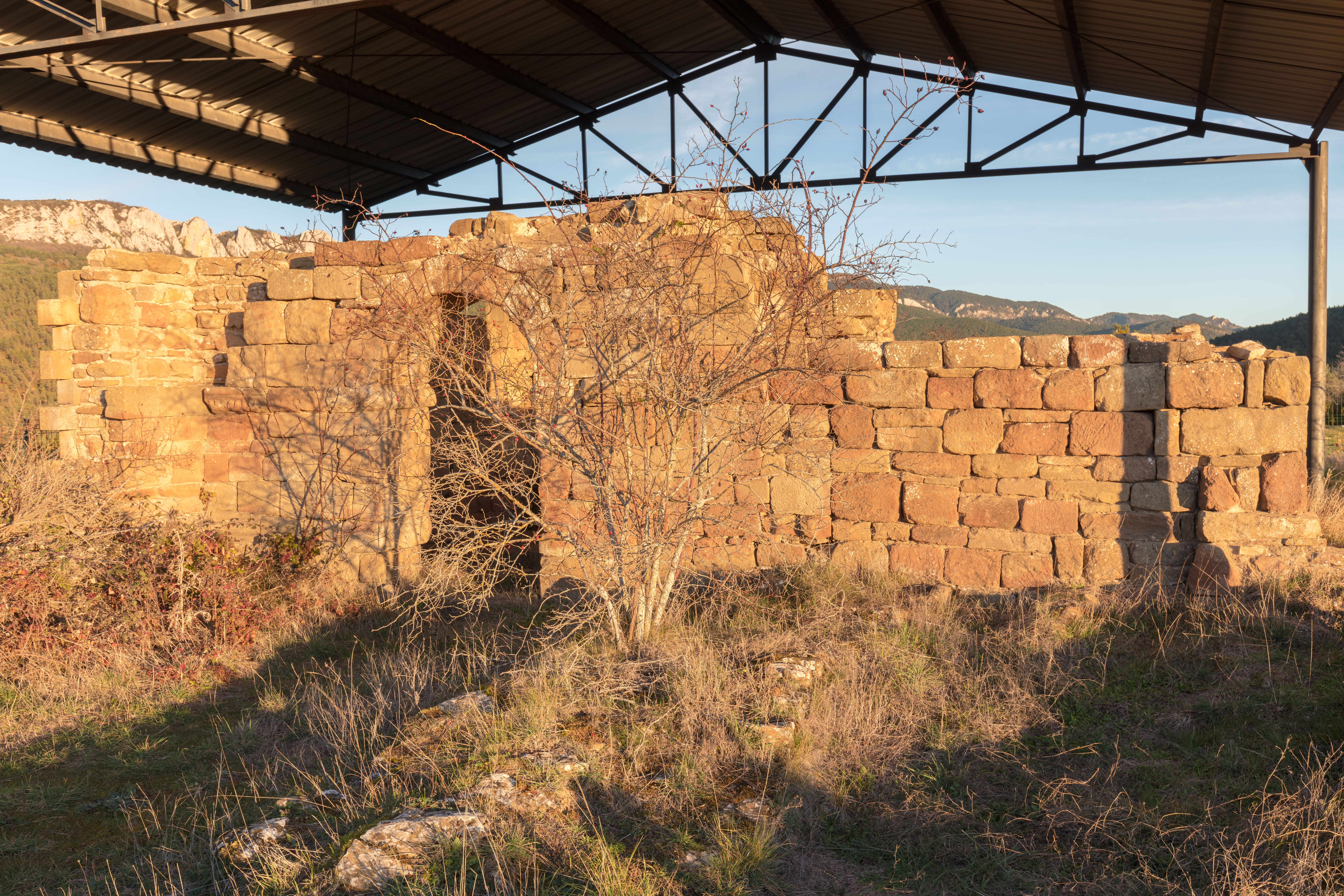
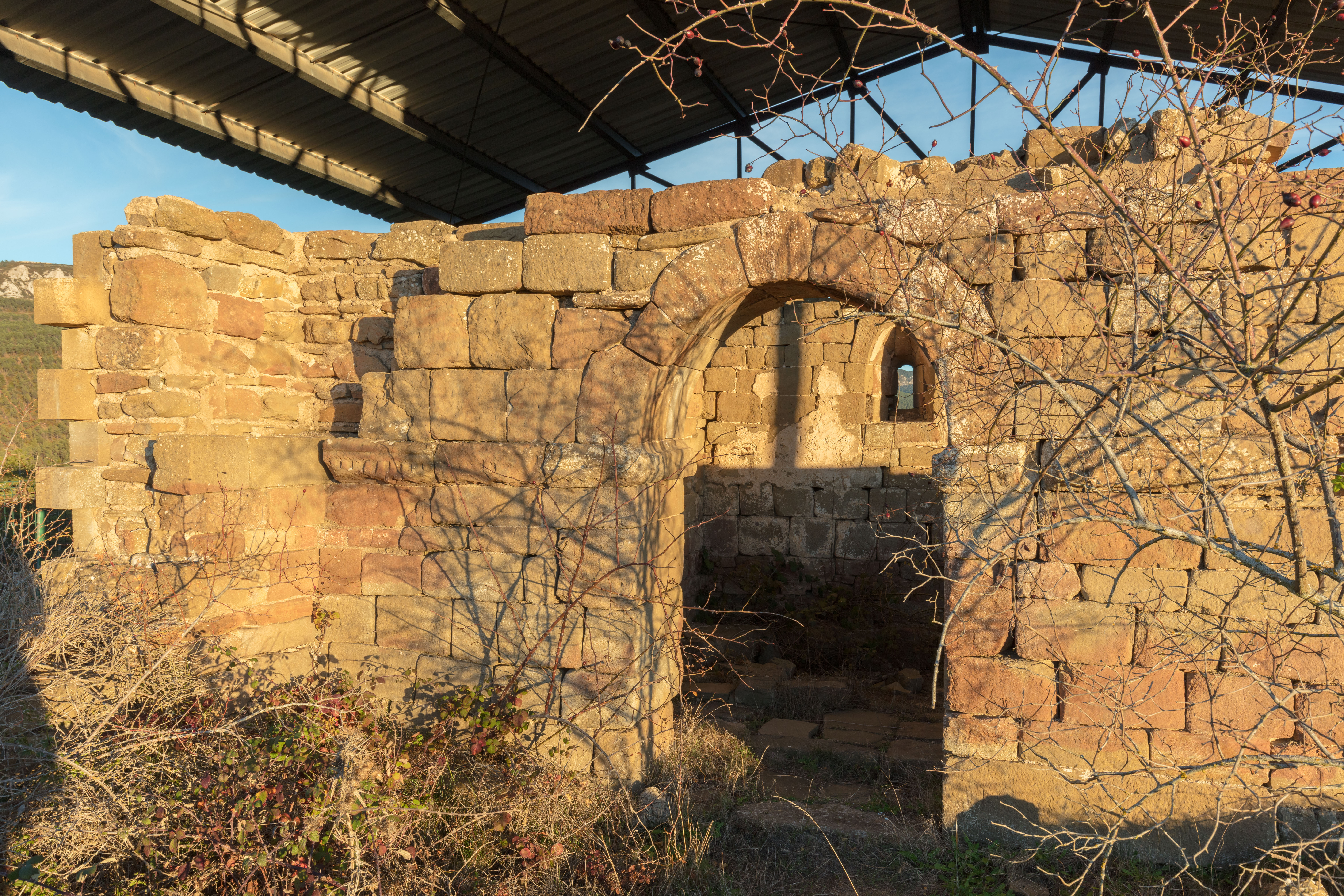
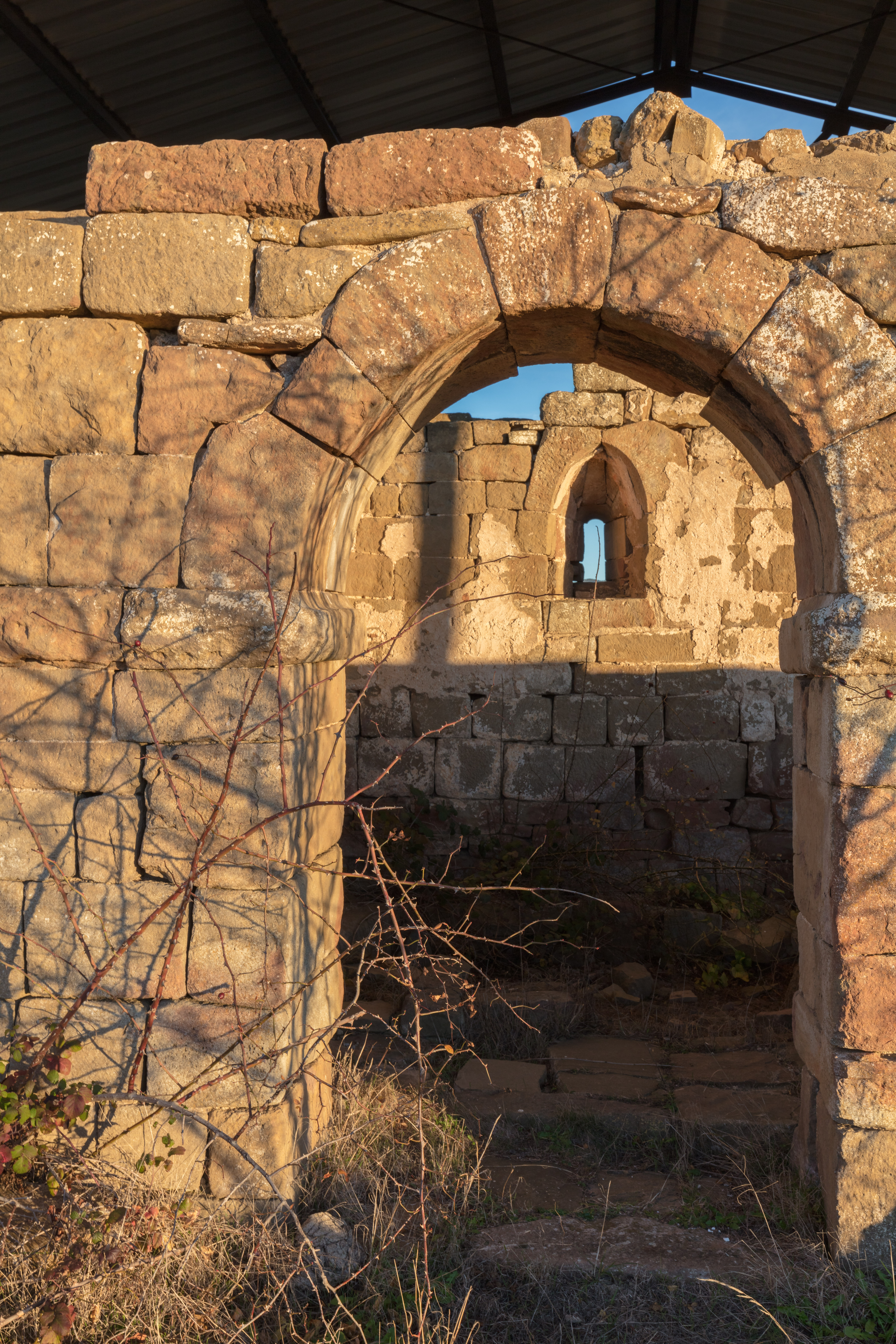
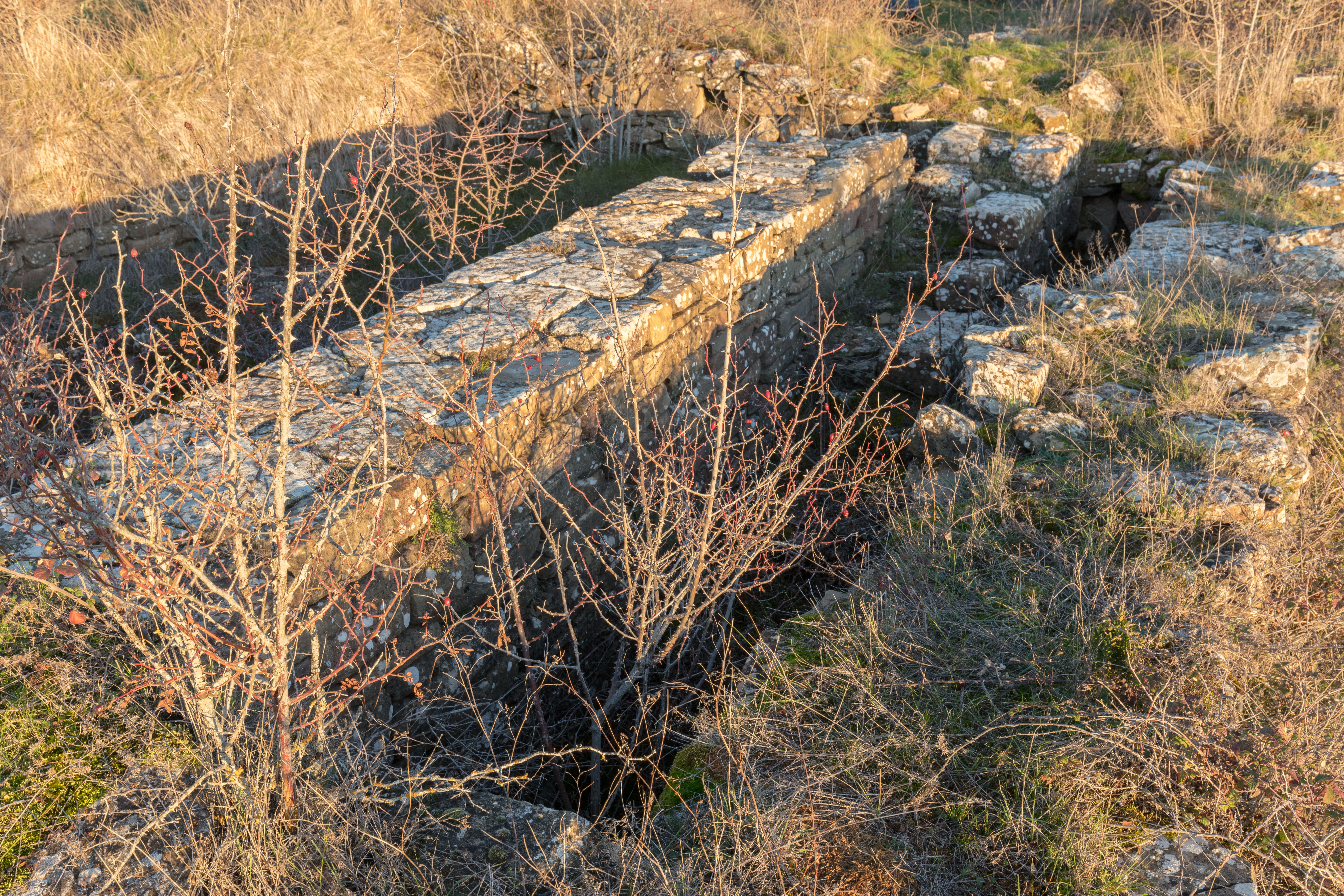